# جاسيندا باريت
جاسيندا باريت (بالإنجليزية: Jacinda Barrett) ( مواليد 1972 – م) ولدت في بريزبان، هي ممثلة، وعارضة من أستراليا، الولايات المتحدة الأمريكية وهي زوجة الممثل الأميركي غابرييل ماخت 

## روابط خارجية
- جاسيندا باريت على موقع IMDb (الإنجليزية)
- جاسيندا باريت على موقع ألو سيني (الفرنسية)
- جاسيندا باريت على موقع أول موفي (الإنجليزية)
- جاسيندا باريت على موقع قاعدة بيانات الأفلام السويدية (السويدية)
- جاسيندا باريت على موقع إن إن دي بي (الإنجليزية)
- جاسيندا باريت على موقع قاعدة بيانات الفيلم (الإنجليزية)
- جاسيندا باريت على موقع كينوبويسك (الروسية)